# Scolophyllum
Scolophyllum, biljni rod iz porodice ljuborovki (Linderniaceae). Pripadamu mu 3 vrste u tropskoj Indokini

## Opis
Scolophyllumi su prvenstveno trajnice. Rod je opisan Journal of Japanese Botany 53(4): 100. 1978.

## Vrste
1. Scolophyllum ilicifolium (Bonati) T.Yamaz.; Tajland; Laos; Kambodža; Vijetnam.
2. Scolophyllum longitubum T.Yamaz. & Chuakul; endem iz Tajlanda
3. Scolophyllum spinifidum (Kerr ex Barnett) T.Yamaz.; endem iz Tajlanda